# Werkverantwoordelijke
Een Werkverantwoordelijke is in de elektrotechniek een persoon die tijdens de werkzaamheden de leiding heeft over alle personen met de Aanwijzing Voldoende Onderricht Persoon of Vakbekwaam Persoon. De meeste personen met de Aanwijzing Werkverantwoordelijke zijn ook Vakbekwaam Persoon. Maar tijdens de werkzaamheden mag maar één persoon de werkzaamheden van de Werkverantwoordelijke uitvoeren. Dit kan in onderling overleg worden afgesproken, of de Installatieverantwoordelijke stelt per klus de Werkverantwoordelijke aan.

## Taakinhoud
De Werkverantwoordelijke is tijdens de werkzaamheden verantwoordelijk voor de veiligheid en correctheid van de uitgevoerde werkzaamheden. Hierbij is de Werkverantwoordelijke samen met de Installatieverantwoordelijke verantwoordelijk voor de procedures die gebruikt worden tijdens de werkzaamheden. Dit komt er in de praktijk op neer dat een Werkverantwoordelijke in de ochtend alle aanwezige personen een uitleg geeft over de mogelijke gevaren en risico's van de werkzaamheden. De Werkverantwoordelijke is dus vooral verantwoordelijk voor de veiligheid. Hierom zijn de verantwoordelijkheden van een Werkverantwoordelijke niet alleen beschreven in de EN of NEN normen, maar ook in de wet.
Bij grote werkzaamheden of grote technische installaties kan het zijn dat er meerdere Werkverantwoordelijke voor meerdere onderdelen van de werkzaamheden zijn. Hierbij is het mogelijk dat in de Aanwijzing gespecificeerd worden dat een persoon voor een bepaald gedeelte Werkverantwoordelijke is en voor een andere gedeelte Vakbekwaam Persoon. Dit zie je vooral terug bij installaties die zowel hoogspanning als laagspanning bevatten. Wel is het dan noodzakelijk dat uiteindelijk 1 persoon de volledige verantwoordelijkheid draagt voor de hele installatie. Hierbij moet dit op elke Aanwijzing gespecificeerd zijn.

## Nederland
In Nederland stellen de NEN 3140 (laagspanning) en de NEN 3840 (hoogspanning) dat iedere werknemer een Aanwijzing moet ontvangen van de werkgever voordat hij elektrotechnische werkzaamheden mag uitvoeren. Op deze aanwijzing staat gespecificeerd welke werkzaamheden de werknemer mag uitvoeren, en of dit hoogspanning, laagspanning of beide betreft. In Nederland is ook artikel 3.5 van het Arbobesluit van toepassing.

## België
In België wordt gebruikgemaakt van de Europese norm EN 50110. Naast deze elektrotechnische norm staat ook grote stukken in de Algemeen Reglement op de Elektrische Installaties (AREI).. Hierin worden dezelfde soorten aanwijzingen gebruikt als in Nederland, alleen is er geen aparte regelgeving voor Hoogspanning. Hierin staat ook gespecificeerd welke Aanwijzing de persoon krijgt.

## Duitsland
In Duitsland wordt gebruikgemaakt van de Europese norm EN 50110. Naast deze elektrotechnische norm wordt ook gebruikgemaakt van de VDE normen (Verband der Elektrotechnik, Elektronik und Informationstechnik).